# لودفيغ بولك
لودفيغ بولك (بالألمانية: Ludwig Pollak)‏ هو عالم آثار كلاسيكية نمساوي، ولد في 14 سبتمبر 1868 في براغ في التشيك، وتوفي في 1943 في معسكر أوشفيتز بيركينو في بولندا.